# Piper saloyanum
Piper saloyanum är en pepparväxtart som beskrevs av Trel. & Yunck.. Piper saloyanum ingår i släktet Piper och familjen pepparväxter. Inga underarter finns listade i Catalogue of Life.